# José María de Pereda
José María de Pereda, né le 6 février 1833 à Polanco, en Cantabrie, et mort le 1er mars 1906 à Santander, est un écrivain espagnol.

## Formation et journalisme
Éduqué à l'Institut Cántabro de Santander, il déménage à Madrid en 1852 pour y étudier, visant éventuellement à y intégrer le corps d'artillerie. Après trois ans, il retourne dans sa région natale et commence sa carrière littéraire en écrivant pour le journal local La Abeja montañesa à partir de 1858. Il collabore également à l'hebdomadaire El Tío Cayetín. En 1864, il publie Escenas montañesas (« Scènes cantabres »). 
Pereda s'oppose à la révolution de 1868 dans El Tío Cayetín, écrivant le journal presque à lui seul.

## Carrière politique et littéraire

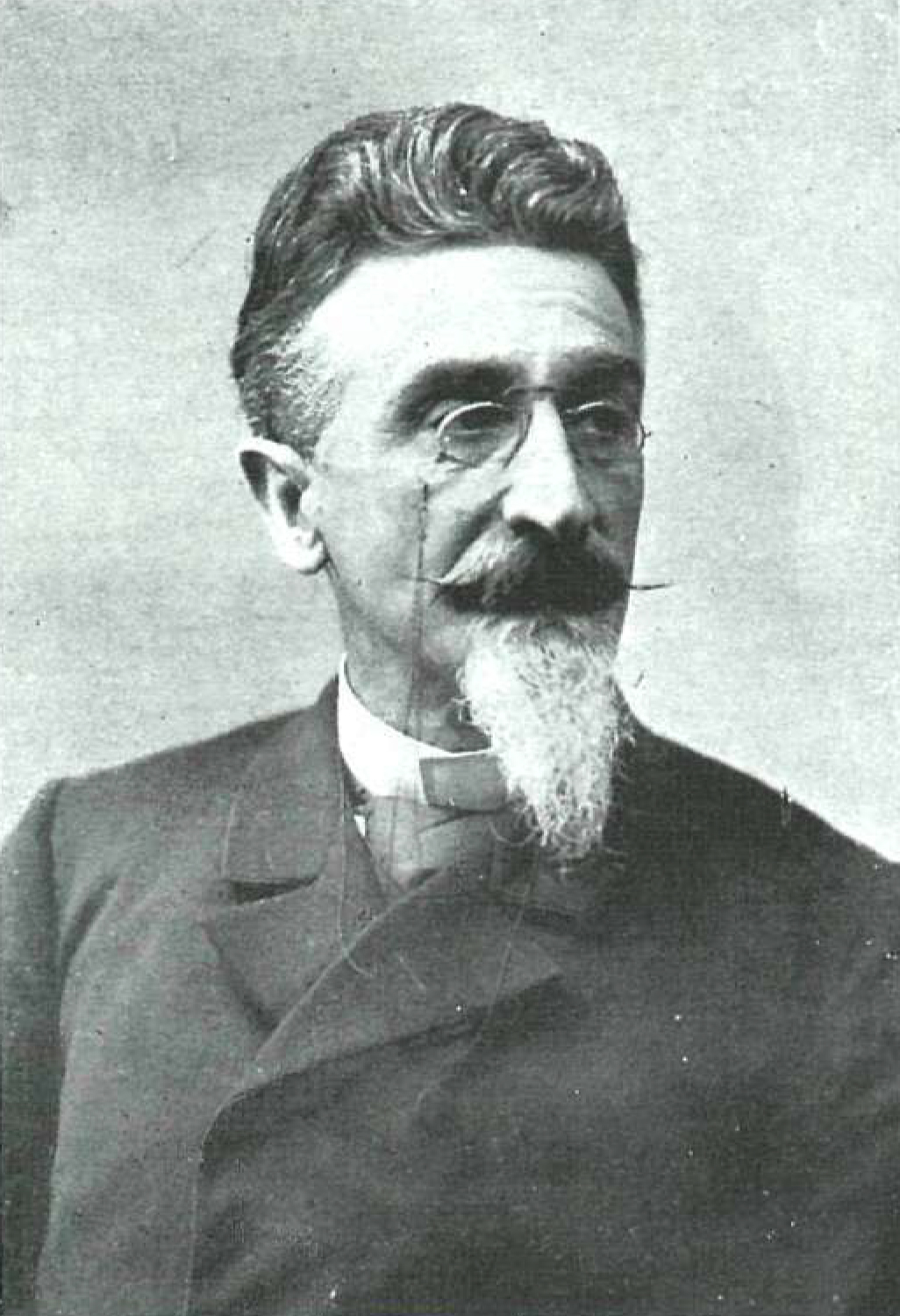
Portrait, 1916
par Zenón Quintana

En 1871, José Pereda est élu comme député carliste de Cabuérniga. La même année, il publie une deuxième série de scènes de montagnes intitulée Tipos y paisajes. En 1876, il publie Bocetos al temple, composé de trois fables dans lesquelles l'auteur décrit son désenchantement politique. 
En 1877, il publie Tipos trashumantes et El Buey suelto. Dans ce dernier ouvrage, il tente de répliquer à la thèse développée par Balzac dans les Petites misères de la vie conjugale. De plus en plus pessimiste quant à l'avenir politique de son pays, Pereda ridiculise la révolution dans Don Gonzalo González de la Gonzalera (1879).
En 1883, il publie Pedro Sánchez, dans lequel il fait un portrait de la désillusion de la classe politique de la capitale. Deux ans plus tard, il publie son chef-d’œuvre Sotileza, un compte-rendu de la vie marine.

## Œuvres
Liste non exhaustive
- Tipos trashumantes (1877)
- El Buey suelto (1877)
- Don Gonzalo González de la Gonzalera (1878)
- De tal palo tal astilla (1880)
- El sabor de la tierruca (1882)
- Pedro Sánchez (1883)
- Sotileza (1885) Publié en français sous le titre Sotileza, traduit par Jacques Porcher, Paris, Hachette, 1899 (BNF 31079926)
- La Montálvez (1888)
- La puchera (1889)
- Nubes de estío (1891)
- Al primer vuelo: idilio vulgar (1891)
- Peñas arriba (1895) Publié en français sous le titre Dans la montagne, traduit par Henri Collet et Maurice Perrin, Paris, Delagrave, 1918 (BNF 31079924)
- Pachín González (1896)
- Para ser un buen arriero (1900)

## Honneurs

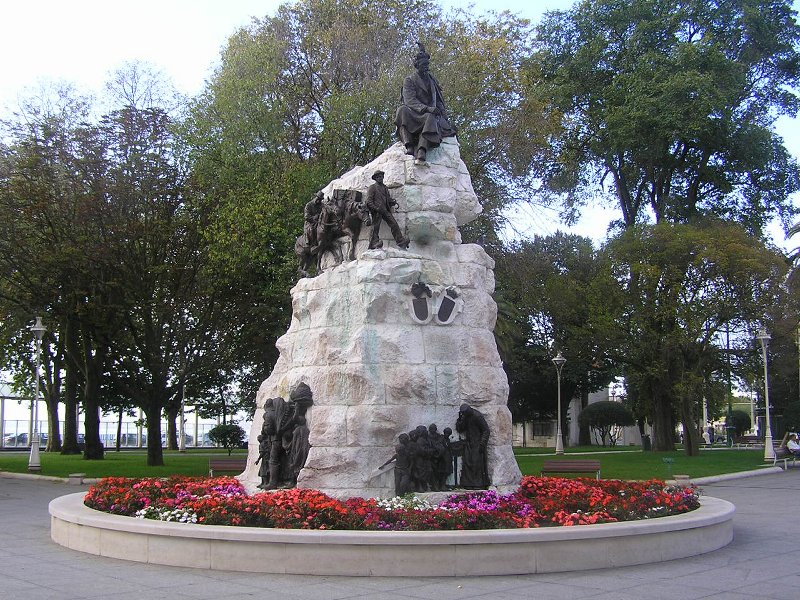
Monument à Santander.

En 1896, on lui érige une statue à l'Académie royale espagnole.